# Огуде, Фегор
Фегор Огуде (англ. Fegor Ogude; 29 июля 1987, Лагос, Нигерия) — нигерийский футболист, полузащитник. Выступал за сборную Нигерии.

## Карьера

### В клубах
С 2007 по 2010 год Огуде выступал за команду «Варри Вулвз» из города Варри. В сезоне 2007/08 он стал лучшим бомбардиром команды (выступавшей тогда во втором по значимости дивизионе страны), а в сезоне 2008/09 Фегор дебютировал в чемпионате Нигерии и забил 6 голов. В последнем для себя сезоне за «Варри Вулвз» Огуде носил капитанскую повязку и вместе с клубом занял 6-е место в чемпионате 2009/10. В августе 2010 года он перешёл в «Волеренгу», которая следила за ним весь последний год. В чемпионате Норвегии дебютировал 12 сентября во встрече против «Стабека», выйдя на замену на 69-й минуте вместо Мортена Берре. В 2011 году Огуде был признан лучшим игроком сезона в «Волеренге», однако следующий сезон для нигерийца сразу не заладился. Сломав ногу в одном из стартовых матчей, хавбек долго восстанавливался и успел провести всего восемь игр. Всего за норвежский клуб Огуде сыграл 51 матч и забил шесть мячей.
14 января 2014 года подписал контракт с пермским «Амкаром». В дебютном матче за «Амкар» оформил дубль в ворота «Волги». В июне 2016 года Огуде подписал новый двухлетний контракт с «Амкаром».
5 июля 2018 года Огуде перешёл в красноярский «Енисей». Первый гол забил в 1/16 Кубка России команде «Луки-Энергия». После вылета «Енисея» из российской Премьер-лиги Огуде покинул клуб.

### В сборной
В национальной сборной Нигерии Огуде впервые сыграл 4 сентября 2011 года, в отборочном матче на Кубок африканских наций 2012. Он был вызван в сборную Нигерии из 23 человек на Кубок африканских наций 2013 года. На победном для Нигерии турнире Фегор сыграл три матча на групповом этапе, а в полуфинале и финале был запасным.

## Статистика по сезонам
| Клуб          | Сезон         | Дивизион                | Лига | Лига | Кубок | Кубок | Итого | Итого |
| Клуб          | Сезон         | Дивизион                | Игры | Голы | Игры  | Голы  | Игры  | Голы  |
| ------------- | ------------- | ----------------------- | ---- | ---- | ----- | ----- | ----- | ----- |
| 2010          | Волеренга     | Типпелига               | 6    | 0    | 0     | 0     | 6     | 0     |
| 2011          | Волеренга     | Типпелига               | 25   | 6    | 1     | 3     | 26    | 9     |
| 2012          | Волеренга     | Типпелига               | 8    | 0    | 0     | 0     | 8     | 0     |
| 2013          | Волеренга     | Типпелига               | 12   | 0    | 0     | 0     | 12    | 0     |
| 2013/14       | Амкар         | Российская премьер-лига | 3    | 3    | 0     | 0     | 0     | 0     |
| Карьера Итого | Карьера Итого | Карьера Итого           | 51   | 6    | 1     | 3     | 52    | 9     |